# 百度百发
百度百发，是百度推出的理财计划，自称有8%预期年收益。有人说百度百发的高收益会让百度涉险，但据说“百发计划”能实现网民实现高收益。“百发”非第三方销售机构，百度不会收取佣金。
监管部门介入后，百度百发的“多买多送”优惠和8%的收益率到了进退两难的地步。百度的这些举动被认为显然违反了《基金法》的规定。